# Балло, Николай Егорович
Николай Егорович Балло (3 сентября 1929, Привольное, Николаевская область — 3 июля 2014, Будённовск, Ставропольский край) — советский работник сельского хозяйства, комбайнёр-тракторист совхоза имени Димитрова Кустанайского района Кустанайской области. Герой Социалистического Труда (1966).

## Биография
Родился 3 сентября 1929 года в селе Привольное Николаевского округа Украинской ССР (ныне — Баштанского района Николаевской области Украины) в семье крестьянина. Русский.
В 1935 году вместе с семьёй переехал в Адыгейскую автономную область Азово-Черноморского (с 1937 года — Краснодарского) края (ныне — Республика Адыгея). Окончив в 1943 году 5 классов школы, пошёл работать разнорабочим. В 1944 году поступил на курсы трактористов. С 1945 года трудился трактористом машинно- тракторной станции Гиагинского района. В 1949 году был призван на срочную службу в Советскую армию. Служил в танковых войсках Прикарпатского военного округа.
В 1955 году по призыву комсомола отправился в Кустанайскую область Казахской ССР (ныне Костанайская область Казахстана) поднимать целину, где остался на двадцать с лишним лет. Работал трактористом-комбайнером в совхозе имени Димитрова Кустанайского района. Показывал высокие достижения в труде, за что неоднократно награждался орденами и медалями.

Трактористом из Краснодарского края в необжитые степи кустанайщины приехал по зову партии Николай Егорович Балло. В совхозе имени Г. Димитрова он проявил образцы самоотверженного труда, организованности и дисциплины. Родина высоко оценила его заслуги, присвоив звание Героя Социалистического Труда. Николай Егорович и поныне трудится в этом хозяйстве, воспитывая из числа молодежи достойную смену.— http://pavelskaz.ru/2631.html
За время работы в Кустанайской области неоднократно избирался депутатом сельского, районного и областного Советов депутатов трудящихся.
В январе 1978 года переехал с семьёй на постоянное место жительства в город Будённовск Ставропольского края, где поступил на работу механизатором в управление механизации строительства «Промстрой-2» Министерства промышленного строительства СССР. Коллектив, в котором он трудился, выполнял большие объёмы работ по строительству в городе жилья и соцкультбыта.
Выйдя на заслуженный отдых, принимал активное участие в жизни Будённовска.
Умер 3 июля 2014 года. Похоронен в Будённовске.

## Семья
Жена — Полина Нестеровна родила и воспитала трёх детей.

## Награды и звания
- Награждён орденами Ленина (23.06.1966), Трудового Красного Знамени (13.12.1972), «Знак Почёта» (24.12.1976), медалями, в том числе «За трудовую доблесть» (11.01.1957), «За освоение целинных земель»[1].